# San José Maravillas
San José Maravillas är en ort i Mexiko.   Den ligger i kommunen La Concordia och delstaten Chiapas, i den sydöstra delen av landet, 800 km sydost om huvudstaden Mexico City. San José Maravillas ligger 661 meter över havet och antalet invånare är 207.
Terrängen runt San José Maravillas är platt åt nordost, men åt sydväst är den kuperad. Runt San José Maravillas är det glesbefolkat, med 19 invånare per kvadratkilometer. Närmaste större samhälle är Nuevo Resplandor, 10,8 km öster om San José Maravillas. I omgivningarna runt San José Maravillas växer huvudsakligen savannskog.